# Jean-François Vaucher
Jean-François Vaucher, né le 8 septembre 1946 à Berne, est un organiste suisse.

## Carrière
Il fait des études musicales avec Inger Wiksröm (piano), François Demierre et François Riat (orgue) puis au conservatoire de Genève avec Pierre Segond. Il se perfectionne avec Luigi Tagliavini, Xavier Darasse et Jean Guillou. En 1971, il est nommé organiste titulaire du Temple des Eaux-Vives (Genève), enseigne l'orgue à l'académie de l'orgue de Saint-Dié, et en 1975, il devient organiste titulaire du grand orgue de l'église réformée Saint-François (Lausanne). Il forme avec le pianiste Christian Favre un duo orgue et piano. Depuis 2015 il est titulaire du grand orgue de Notre Dame d'Évian (orgue construit par Pascal Quoirin en 2013-2014). Il enseigne également l'orgue dans le cadre de l'Association AGONDA.

## Sources
- « Jean-François Vaucher », sur la base de données des personnalités vaudoises sur la plateforme « Patrinum » de la Bibliothèque cantonale et universitaire de Lausanne.
- Alain Pâris, Dictionnaire des interprètes, Bouquins/Laffont 1989, p.857  (ISBN 2-221-06660-X)